# Jules Richard (industriel)
Pour les articles homonymes, voir Richard et Jules Richard.

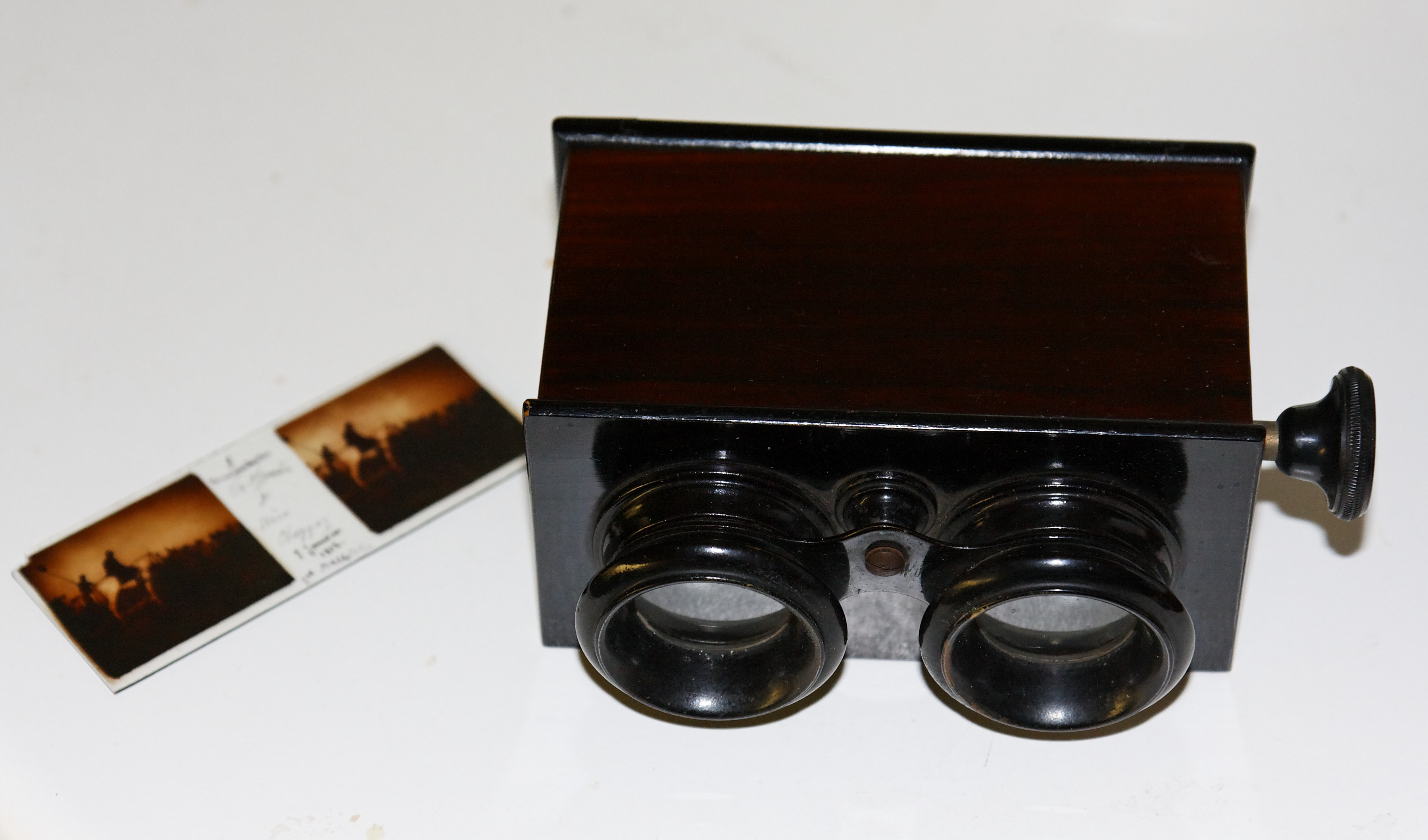
Stéréoscope « Vérascope Richard », avec une plaque stéréoscopique (début XXe siècle).

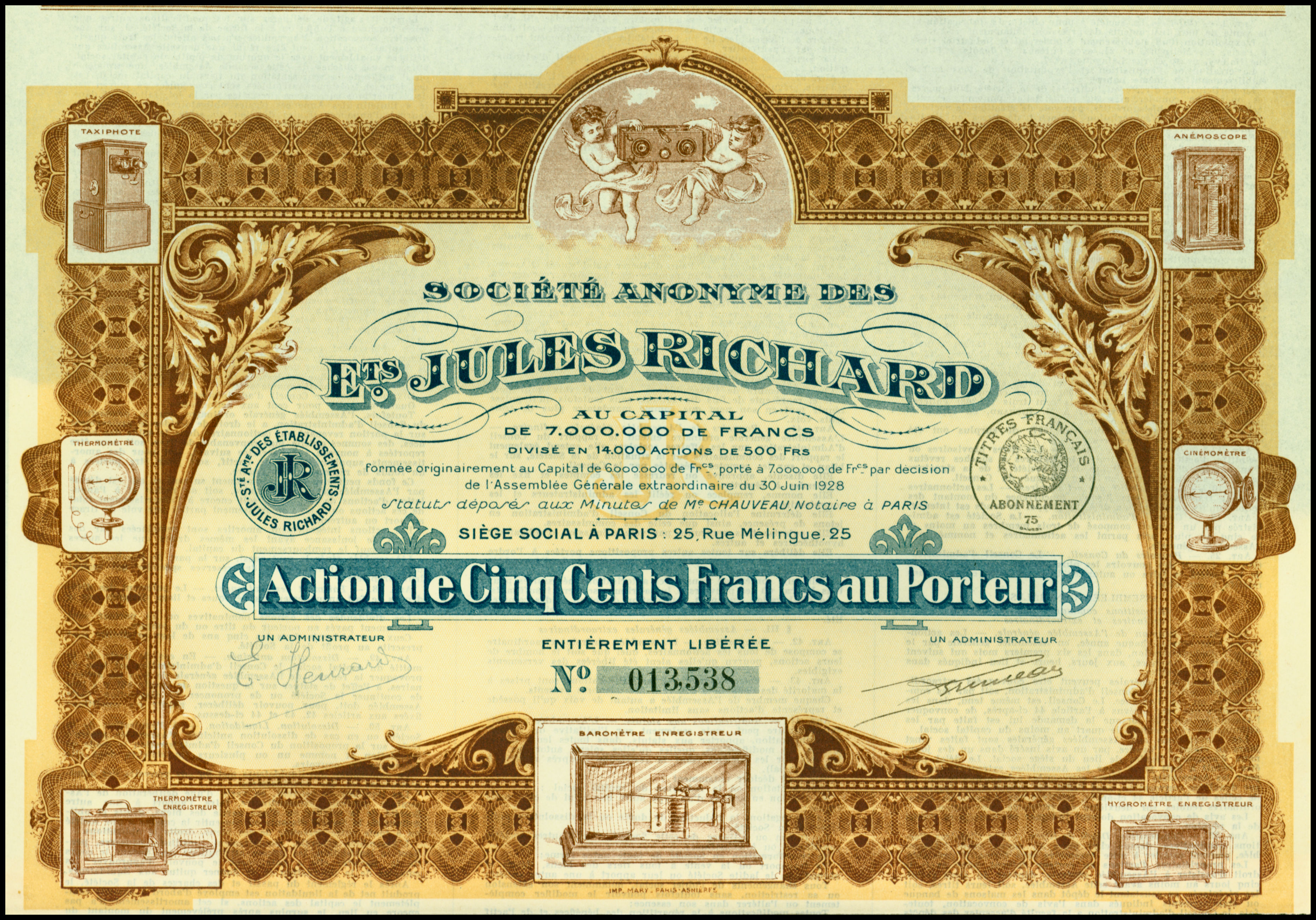
Action de la SA des Ets. Jules Richard en date du 30 juin 1928.

Jules Richard (19 décembre 1848 à Lyon - 18 juin 1930 à Saint-Mandé) est un industriel français, constructeur d'appareils photographiques stéréoscopiques et d'instruments scientifiques.

## Biographie
En 1866, après trois ans d'apprentissage chez l'horloger monsieur Collin, Jules Richard entre dans l'administration des télégraphes en tant que technicien. Succédant à son père en 1871, il devient industriel, spécialisé dans la construction d'appareils photographiques et d'instruments scientifiques de précision. Pendant un demi-siècle, il sera considéré comme l'un des grands spécialistes français de la photographie en relief.
En 1871, Jules Richard succède à son père à la tête de la société Richard Frères qui devient ensuite la société Jules Richard.
Les usines Richard sont situées au 23-25 rue Mélingue à Paris. Jules Richard occupe lui un hôtel particulier au no 29 de cette rue. Au no 26, il fait construire un atrium, une sorte de studio photographique destiné à la prise de vues érotiques parfois stéréoscopiques, clichés qu'il va vendre par correspondance uniquement, publiant en 1900 et 1902, les catalogues de la maison Richard sous le titre L'Art érotique (voluptés sensuelles),,.
Il ne se maria jamais.
Il fut inhumé au cimetière du Père-Lachaise.

## Distinctions
- Commandeur de la Légion d'honneur (décret du 10 mars 1925)[6], nommé chevalier en 1894 et promu officier en 1920.

## Appareils et inventions

### Le Vérascope Richard

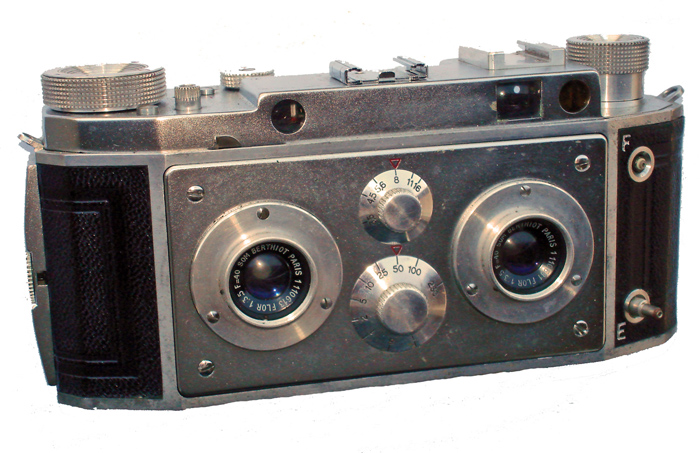
Appareil stéréoscopique "Vérascope 40", produit par les Ets Jules Richard de 1939 à 1967.

Jules Richard s'est particulièrement illustré dans la construction d'appareils stéréoscopiques à plaques, à pellicules et même à films, et des stéréoscopes correspondants.
En 1893, il fait breveter son « Vérascope », appareil entièrement métallique, dans les formats 6 × 13 cm et 45 × 107 mm. En 1913, il mit en fabrication l'« Homéos », premier appareil stéréoscopique à film 35 mm, en format 24 × 18 mm.
Excellent photographe, il a édité en très grand nombre des plaques stéréoscopiques prises sur les champs de bataille et dans les tranchées de la Première Guerre mondiale. Il a également réalisé et vendu de nombreuses photos de nus.

### Le Taxiphote
Le Taxiphote est une visionneuse stéréoscopique pour vues en verre 45 × 107 mm. Le Taxiphote possède un système à panier interchangeable, et dispose d'un réglage de mise au point. Fabriqué vers 1920.

### Le Glyphoscope
Un glyphoscope est un appareil photographique stéréoscopique. Il utilise des plaques en verre. Il a été commercialisé de 1904 jusqu'à la fin des années 1930 sans que sa facture n'évolue sensiblement.

### Instruments de météorologie
Jules Richard fait faire à la science météorologique de grands progrès en mettant au point de nombreux instruments de météorologie portatifs, simples, peu coûteux, fiables, et munis d'un système d'enregistrement :
- Un hygromètre enregistreur à cheveu, qui utilise la propriété du cheveu à se déformer sous l'influence de l'humidité.
- Un thermographe, ou thermomètre enregistreur.
- Un barographe, ou baromètre enregistreur.
- Un thermo-baromètre enregistreur, qui réunit un barographe et un thermographe dans un même instrument.
- Un pluviomètre enregistreur à bascule : chaque fois que l'un des augets est rempli, il fait basculer le levier et ce mouvement s'inscrit sur le cylindre.
- Un anémographe enregistrant la vitesse et les quatre directions principales du vent.

## Postérité

### Fondation et école Jules Richard
Jules Richard a créé en 1923, par contrat avec la ville de Paris, une fondation et une école portant son nom, aujourd’hui Lycée technologique privé Jules Richard, établissement privé, polyvalent et gratuit, avec un enseignement spécialisé dans les microtechniques.

#### Lycée technologique privé Jules Richard
Cet établissement possède deux filières :
- Une filière pro en micromécaniques (BAC qui permet d'accéder au BTS CIM (conception industrialisation mécanique puis à la licence pro en Métrologie, les meilleurs poursuivent encore leurs études en qualité d'élèves ingénieurs au CNAM).
- Une filière technologique en STI2D (Sciences et techniques industrielles développement Durable) qui oriente les élèves, après une seconde générale et technologique, vers une première STI2D, puis une terminale ou ils choisiront leur voie soit ITEC (innovation technologique eco conception), soit SIN (système d'information numérique), soit AC (depuis l'année 2024-2025) (architecture et construction).

#### L'Amicale Jules Richard
Dès 1928, les anciens élèves ont souhaité se retrouver et partager leurs expériences. Mais à cette époque, la majorité légale était à 21 ans. Très peu d’anciens élèves avaient cet âge. En septembre 1924, les premiers élèves étaient âgés majoritairement de treize ans. Trois années plus tard, en 1927-1928, la moyenne d’âge de la première promotion n’excédait pas 17 ans, très loin de la majorité légale. Une solution fut trouvée et très vite, elle fut en action dès 1928, son officialisation eut lieu le 3 février 1930, ses statuts furent déposés le 16 février de la même année.
Les réunions se sont tenues dès le départ au 21 rue Carducci à Paris, siège de l’association.
Des actions culturelles et sportives composèrent très rapidement le cœur des activités.
Il y eut la création d’un cercle d’escrime, un groupe théâtral (dès 1931, dans l’atelier bois des Établissements Jules Richard mis à disposition de la troupe pour les décors et la construction des praticables), un groupe musical « Jeff et ses Caddis » (en 1932) et quelques années plus tard un Club Photo.
Les activités des anciens élèves, encore bien jeunes, avaient lieu le samedi à l’École. Ceux qui travaillaient en entreprise avaient la semaine anglaise, ils arrivaient endimanchés à l’École sous les yeux ébahis des élèves qui eux avaient cours toute la journée du samedi.
Les premiers bals de promotion furent organisés à la salle de la Mutualité.
Ces activités étaient très porteuses, les jeunes gens se retrouvaient plusieurs soirs par semaine dans le cadre associatif. Ils agrémentaient ainsi leurs soirées.
Les anciens élèves ont été tantôt promoteurs, tantôt partenaires, mais toujours acteurs des évènements qui ont jalonné l’histoire de l’école :
- Le Jumelage avec nos amis suisses de Saint-Imier en 1972 et 1973
- Le cinquantième anniversaire de l’école en 1974
- Le dixième anniversaire du jumelage en 1981
- Le vingt cinquième anniversaire du jumelage en 1998
- Le soixante-quinzième anniversaire de l’école devenue lycée en 1999

Cette présence des anciens élèves dans l’école permit bien souvent d’aider l’école a surmonter ses difficultés mais aussi à améliorer ses matériels.

### Jules Richard Instruments (JRI)
Sans héritier direct, Jules Richard lègue en 1930 la majorité de ses biens à son plus proche collaborateur : Léon Henrard. Son fils Roger Henrard prend sa suite en 1953 mais s'intéresse plus à la photographie aérienne qu'à l'entreprise. En 1932, les établissements Jules Richard mettent au point le Planiphote, appareil de prise de vues aérienne 18/24, 200 vues.
En 1999, Jules Richard Instruments (JRI) rachète la société Maxant Industries. En 2007, Jules Richard Instruments devient JRI. En 2008, les deux sociétés JRI et Maxant Berruet fusionnent pour devenir JRI, basée à Bezons.

### Marché de l'art
Une borne visionneuse stéréoscopique Taxiphote accompagnée d'un lot de 700 plaques de verre a été vendue aux enchères le 24 mars 2023 à La Flèche (Sarthe), pour un montant total de 17 584 euros.